# Lamentations (Live at Shepherd's Bush Empire 2003)
Lamentations es el primer DVD en vivo de la banda sueca Opeth lanzado bajo el sello Music for Nations en el 2004. En esta presentación figura el álbum Damnation completo en orden incluyendo canciones de los álbumes Deliverance y Blackwater Park. El DVD también incluye un documental mostrando la grabación de Damnation y Deliverance el cual dura aproximadamente 65 minutos. El documental muestra ambos ya que fueron grabados al mismo tiempo.
La banda no tocó ninguna canción de álbumes anteriores a Blackwater Park. Esto se dio por problemas con sellos discográficos anteriores.

## Contenido
- Concierto:

1. "Introduction" – 1:25
2. "Windowpane" – 9:15
3. "In My Time of Need" – 6:37
4. "Death Whispered a Lullaby" – 7:11
5. "Closure" – 9:45
6. "Hope Leaves" – 6:11
7. "To Rid the Disease" – 7:11
8. "Ending Credits" – 4:22
9. "Harvest" – 6:15
10. "Weakness" – 6:05
11. "Master's Apprentices" – 10:34
12. "The Drapery Falls" – 10:56
13. "Deliverance" – 12:38
14. "The Leper Affinity" – 11:01
15. "A Fair Judgement" – 13:51

- El documental de "The Making of Deliverance y Damnation".

## Créditos
- Mikael Åkerfeldt – Voces, Guitarra
- Peter Lindgren – Guitarra
- Per Wiberg – Teclado, Voces (Spiritual Beggars)
- Martín Méndez – Bajo
- Martin Lopez – Batería

- Datos: Q2600692